# Louis-Ferdinand de Lippe-Brake
Louis-Ferdinand de Lippe-Brake (* 27 septembre 1680 à Halberstadt; † 21 février 1709 , au château de Wolfenbüttel) est le dernier comte de Lippe-Brake.

## Biographie
Il est le fils de Frédéric de Lippe-Brake (* 10 juillet 1638; † 13 janvier 1684) et Sophie-Louise de Holstein-Beck (* 15 avril 1650, décédée le 4 décembre 1714), une fille de Auguste-Philippe de Schleswig-Holstein-Sonderbourg-Beck. Son père, Frédéric est un frère du comte Casimir de Lippe-Brake. Louis Ferdinand grandit, après sa mort, chez les parents de sa mère, dans le Holstein-Plön.
Comme son cousin le comte Rodolphe de Lippe-Brake est décédé sans enfants en 1707, il est le dernier représentant de la lignée de Lippe-Brake et prend le gouvernement.
Le comte Louis-Ferdinand meurt le 21 février 1709 au château de Wolfenbüttel, lors d'un voyage à Hanovre et à Wolfenbüttel.
Louis-Ferdinand n'est pas marié et n'a pas d'enfants. Comme il n'y a plus de descendant masculin, la ligne des comtes de Lippe-Brake s'éteint avec lui. Le domaine passe à Frédéric Adolphe de Lippe de la lignée de Lippe-Detmold.